# Bandeira de Cruzeiro do Sul (Acre)
A bandeira de Cruzeiro do Sul é um dos símbolos oficiais do município de Cruzeiro do Sul, estado do Acre.
No artigo 8º de sua lei orgânica é dito que "São símbolos municipais: a bandeira, o hino e o brasão, instituídos por lei."

## Descrição
Seu desenho consiste em um retângulo de fundo azul celeste no qual há uma representação da constelação da Crux. A constelação presente na bandeira é composta por cinco estrelas brancas de cinco pontas de tamanhos iguais, exceto pela estrela central (epsilon crucis), que possui tamanho menor. O cruzeiro está posicionado na parte direita da bandeira.